# おぎぬまX
おぎぬまX（おぎぬまエックス）は、日本の漫画家、小説家。男性。東京都町田市出身。血液型はAB型。和光大学表現学部卒。元お笑い芸人。好きなものはパン、雨。嫌いなものは豆、虫。特技は一発ギャグ、妄想。

## 来歴
中学生の時に読んだ漫画『キン肉マン』に感銘を受け、自らも漫画家になる夢を抱く。高校三年生の時に渾身の漫画作品を出版社へ持ち込むが酷評を受ける。その後も4年余り、幾たびも持ち込みを試みるが結果に繋がらなかった。大学在学中に友人からお笑いの道に誘われ、芸人活動を始める。芸人として有名になったのちに漫画家としてのデビューの道も拓けるかもしれないとの考えもあった。
2010年、芸人養成所スクールJCAへ19期生として入学（同期には演芸おんせん、こじま観光、じぐざぐ、タッカーノ、類家大地などがいる）。卒業後、2011年5月からプロダクション人力舎所属のお笑い芸人として活動。当時から「おぎぬまX」という芸名であった。
しかし芸人としての芽が出ないことを悟り、2014年1月に人力舎を退社。改めてギャグ漫画家を目指し、2017年よりフリーの漫画家としての活動を開始。山本さほらと交流しつつ漫画家を目指した。
2019年12月、第91回赤塚賞入選（赤塚賞入選が出たのは29年ぶり、令和初）。受賞作品は「だるまさんがころんだ時空伝」。
2020年6月、YouTubeチャンネル「おぎぬまXの4コマ道」を開設。
2020年10月、本人初の書籍である、小説『地下芸人』（集英社文庫）が発売（ジャンプ小説新人賞2019 フリー部門銀賞受賞作）。
2021年1月、『ジャンプSQ.』2月特大号より、自身初となる雑誌連載となる『謎尾解美の爆裂推理!!』を開始。
2021年6月19日、新宿ハイジアV−1にて『謎尾解美の爆裂推理!!』1巻の発売記念イベント（リアル謎解きサイン会おぎぬまX事件）を開催。
2022年、小説『爆ぜる怪人』が第21回『このミステリーがすごい!』大賞で最終候補作となる。

## おぎぬまXの名前の由来
芸人の養成所に入る際にコンビを組んだが、入学早々講師に「解散しろ！」と言われ、いきなりピン芸人になってしまう。ネタ見せのときに、1人ひとりホワイトボードに芸名を書かねばならなかったが、その時芸名はなかった。そこでとっさに本名の名字に一字くわえた「おぎぬまX」と書いたという。

## 受賞歴
- 2019年12月、第91回赤塚賞入選「だるまさんがころんだ時空伝」
- 2019年12月、第22回にいがたマンガ大賞 【一般部門 コママンガの部】奨励賞「おぎぬまX 4コマワークス」
- 2020年3月、ジャンプ小説新人賞2019【小説フリー部門】銀賞「地下芸人」

## 書籍

### 漫画
- 謎尾解美の爆裂推理!!（2021年6月4日[10] - 12月3日[11]、集英社、ジャンプ コミックス、全2巻）
- 笑うネメシス―貴方だけの復讐―（作画：粂田晃宏、2025年4月24日[12] - 、双葉社、アクションコミックス、既刊2巻）

### 小説
- 地下芸人（2020年10月21日、集英社文庫）
- キン肉マン 四次元殺法殺人事件（2023年3月17日、ジャンプ ジェイ ブックス）
- 爆ぜる怪人 殺人鬼はご当地ヒーロー（2023年6月6日、宝島社文庫）
- キン肉マン 悪魔超人熱海旅行殺人事件（2024年7月9日、ジャンプ ジェイ ブックス）

### 小説アンソロジー
- 『衝撃の1行で始まる3分間ミステリー』（2024年4月、宝島社文庫）
- 『驚愕の1行で終わる3分間ミステリー』（2024年4月、宝島社文庫）

## 掲載雑誌

### 連載
- 謎尾解美の爆裂推理!!（『ジャンプSQ.』2021年2月号[7] - 2021年12月特大号）
- 笑うネメシス―貴方だけの復讐―（作画：粂田晃宏、『漫画アクション』2024年23号[13] - ） - 原作担当[13]。

### 読み切りほか
- 2020年2月4日『ジャンプ SQ.3月号（2月4日発売）』読み切り「だるまさんがころんだ時空伝」[14]
- 2020年2月17日『週刊少年ジャンプ2020年3月2日号』インタビュー（第91回赤塚賞入選!!特別企画おぎぬまX入選への道！）
- 2020年2月22日『週刊少年ジャンプ2020年3月9日号』おぎぬまX4コマ漫画劇場（第91回赤塚賞入選!!特別企画おぎぬまX入選への道！）
- 2020年3月23日『週刊少年ジャンプ2020年4月16日号』第99回手塚賞 第92回赤塚賞投稿作品大募集中!!!特別紹介漫画！
- 2020年6月4日『ジャンプ SQ.7月号（6月4日発売）』ギャグびらき読切「謎尾解美の爆裂推理!!」[15]
- 2020年7月20日『週プレ2020年8月10日号No.31・32』キン肉マン4コママンガ[16]
- 2020年8月3日『週プレ2020年8月24日号No.33・34』キン肉マン4コママンガ[16]
- 2020年8月4日『ジャンプ SQ.9月特大号（8月4日発売）』ギャグびらき「謎尾解美の爆裂推理!!」[17]
- 2020年11月23日『週刊プレイボーイno.47（11月9日発売）』ナナランドの峰島こまきのイラスト掲載
- 2021年6月28日『週刊プレイボーイno.28』キン肉マンコラム

### 小説
- 退屈の特効薬（『ジャーロ』No.92 2024 JANUARY）
- 悪夢と偽薬（『ジャーロ』No.96 2024 SEPTEMBER）
- 盗難病棟（『ジャーロ』No.99 2025 MARCH）

## 掲載サイト
- 笑うクレイジーメディア『おぎぬまXの4コマ空間』
- ジャンプルーキー『戦友』『夢のボインボール』
- 2020年5月14日、15日、18日 シスコシステムズ合同会社 公式twitter【4コマ テレワーク ライフ】漫画連載企画
- 2020年8月27日、9月1日、3日、18日 、24日、10月7日、15日、19日、22日、27日、11月17日シスコシステムズ合同会社 公式Twitter【4コマ セキュリティ事件簿】
- ウォーカープラス『おぎぬまX物語』インタビュー
- 2021年1月21日、28日Cisco Japan Blog

## 出演

### テレビ
- 激レアさんを連れてきた。（2020年3月7日・2021年6月21日、テレビ朝日）
  - 「山籠り、断食などハチャメチャな修業をした結果、ギャグ漫画家の登竜門・赤塚賞で29年ぶりの入選者になっちゃった人」として出演
  - 「山籠り・断食など変な修業を行いギャグ漫画家の登竜門・赤塚賞で29年ぶりの入選を果たした後、さらにハチャメチャな事をし続けている変人or天才」として出演
- テッペン！『パパジャニWEST』（2020年7月7日、TBSテレビ）
  - 「4コマ紙芝居作り」の先生として出演
- シナぷしゅ（2020年12月21日 - 12月25日、テレビ東京）
  - コーナー「よんこまだよ〜ん」乳幼児向け4コマ
- 川島・山内のマンガ沼（2021年3月25日、日本テレビ）